# Каммерфорст (Тюрингия)
Каммерфорст (нем. Kammerforst) — община в Германии, в земле Тюрингия.
Входит в состав района Унструт-Хайних. Подчиняется управлению Фогтай. Население составляет 858 человек (на 31 декабря 2010 года). Занимает площадь 16,92 км².